# Zsolt
Zsolt [žolt] je mužské křestní jméno maďarského původu. Pochází ze starého maďarského jména Solt a znamená ctěný. Podle maďarského kalendáře má svátek 10. dubna. Ženská podoba tohoto jména je Zsoltné.
V roce 2014 žilo na světě přibližně 151 501 nositelů jména Zsolt, nejvíce z nich v Maďarsku, kde jde o 13. nejčastější mužské jméno.

## Vývoj popularity
Nejvíce populární bylo jméno Zsolt v Maďarsku mezi lety 1965 až 1974, kdy se narodilo 3 825 nositelů žijících k roku 2021. Ačkoliv popularita stále klesá, jméno se pořád mezi novorozenci vyskytuje, v roce 2021 se narodilo 323 dětí se jménem Zsolt.

## Známé osobnosti
- Zsolt Baumgartner – maďarský automobilový závodník
- Zsolt Bánkuti – maďarský zápasník
- Zsolt Erőss – maďarský horolezec
- Zsolt Érsek – maďarský šermíř
- Zsolt Hornyák – slovenský fotbalista
- Zsolt Kalmár – maďarský fotbalista
- Zsolt Nemcsik – maďarský šermíř
- Zsolt Pölöskei – maďarský fotbalista
- Zsolt Semjén – maďarský politik, teolog a sociolog
- Zsolt Simon – slovenský politik
- Zsolt Zsoldos – maďarský judista